# Mont Rose (Antarktika)
Der Mont Rose (englisch Mount Rose) ist ein 22 m hoher und felsiger Hügel an der Ostseite der Pétrel-Insel im ostantarktischen Géologie-Archipel. Er ragt südlich des Mont Cervin auf.
Teilnehmer einer französischen Antarktisexpedition kartierten ihn 1951 und benannten ihn aufgrund seiner Form nach dem Monte Rosa (französisch Mont Rose) in den Walliser Alpen.